# Cassia neurophylla
Cassia neurophylla är en ärtväxtart som beskrevs av William Vincent Fitzgerald. Cassia neurophylla ingår i släktet Cassia och familjen ärtväxter. Inga underarter finns listade i Catalogue of Life.